# الخزانة الإمبراطورية (فيينا)

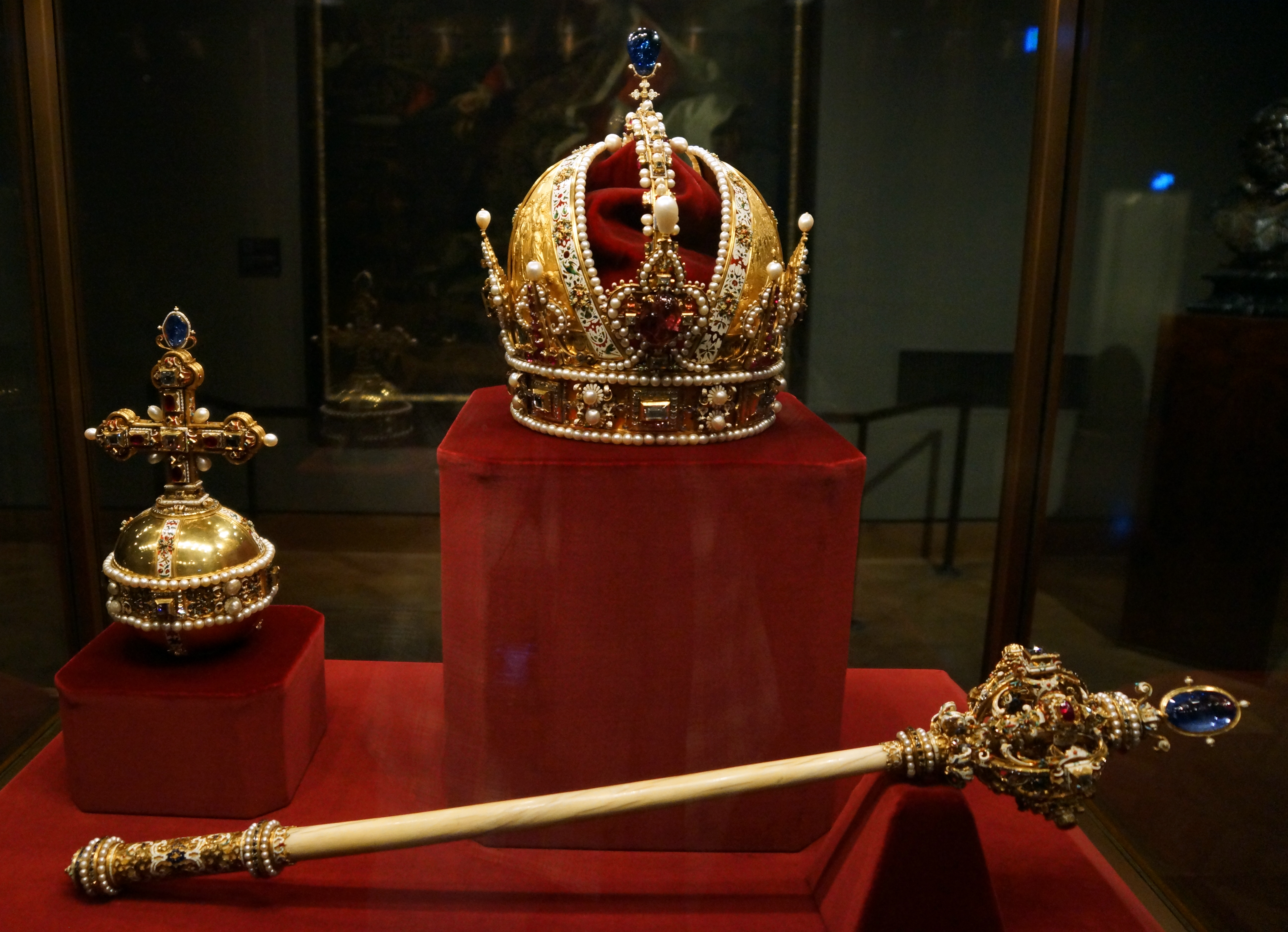
التاج الإمبراطوري، الجرم السماوي، وصولجان النمسا، محفوظ في الخزانة الإمبراطورية في قصر هوفبورغ في فيينا

الخزانة الإمبراطورية (بالألمانية: Kaiserliche Schatzkammer) في قصر هوفبورغ في فيينا، النمسا. يحتوي على مجموعة قيمة من الكنوز العلمانية والكنسية التي تغطي أكثر من ألف عام من التاريخ الأوروبي. يقع مدخل الخزانة في شفايتزرهوف (سويس كورتيارد)، وهو أقدم جزء من القصر، والذي أعيد بناؤه في القرن السادس عشر
على طراز عصر النهضة في عهد الإمبراطور الروماني المقدس فرديناند الأول. ترتبط الخزانة الإمبراطورية متحف تاريخ الفنون وتضم 21 غرفة مجموعة من الكنوز النادرة التي جمعت من قبل البيت الإمبراطوري في هابسبورغ على مر القرون، بما في ذلك التاج الإمبراطوري والجرم السماوي وصولجان النمسا والإمبراطورية. شعارات أباطرة وملوك الإمبراطورية الرومانية المقدسة، بما في ذلك التاج الإمبراطوري للإمبراطورية الرومانية المقدسة.
تنقسم الخزانة الإمبراطورية إلى مجموعتين: المجموعة العلمانية والمجموعة الكنسية. تحتوي المجموعة العلمانية على العديد من القطع الأثرية الإمبراطورية من منزل هابسبورغ، بما في ذلك المجوهرات والأحجار الكريمة التي نظرًا لحجمها الفريد لا يمكن تركيبها في التيجان الإمبراطورية. مثل جميع الخزائن العلمانية، فقد تم تصميمه لإثبات القوة السياسية والامتداد الجغرافي لأصحابها. تحتوي المجموعة الكنسية على العديد من الكنوز الدينية، بما في ذلك الآثار والأشياء المنسوبة إلى الملكية الخاصة للقديسين.

## المجموعة العلمانية

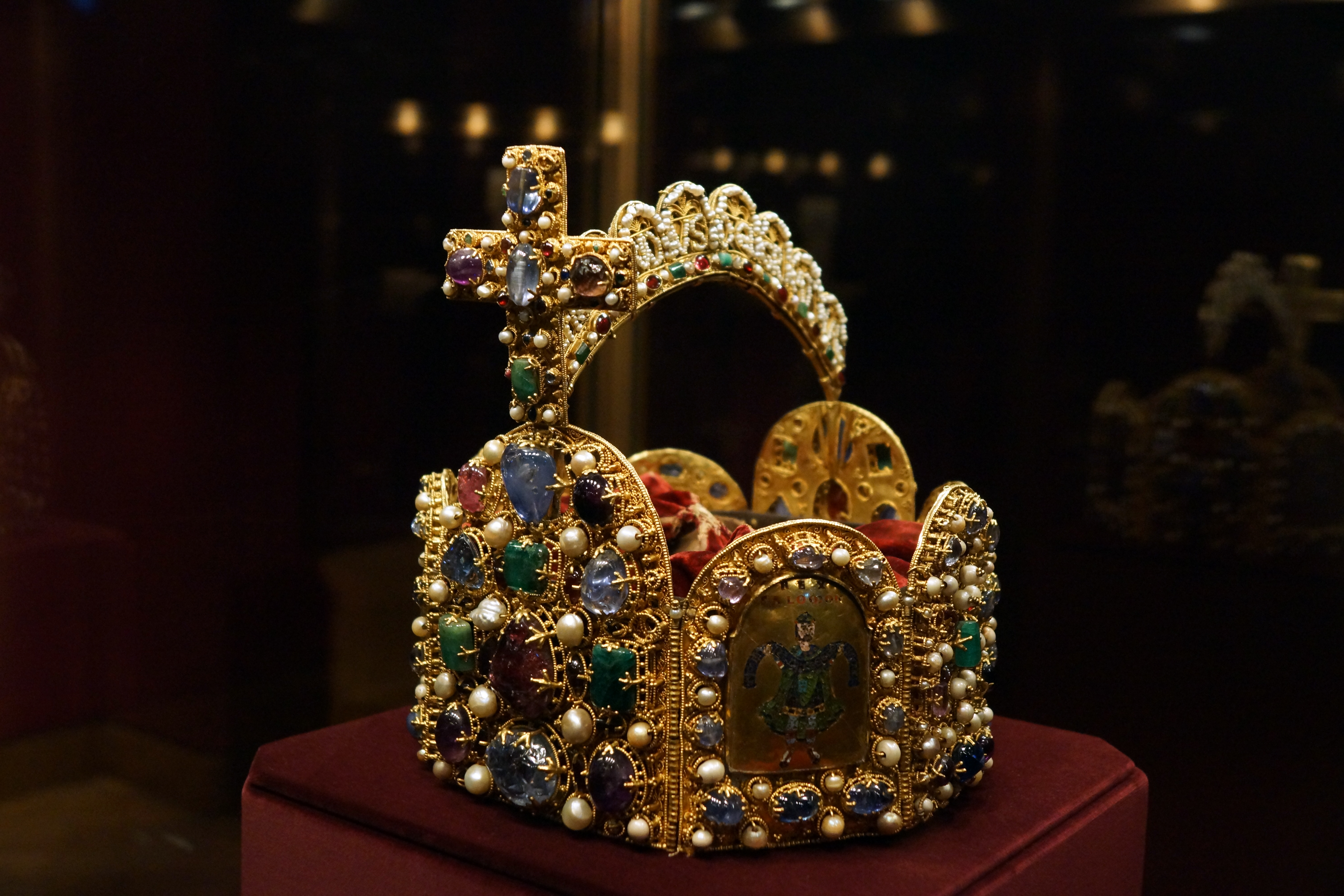
التاج الإمبراطوري للإمبراطورية الرومانية المقدسة، محفوظ في الخزانة الإمبراطورية بقصر هوفبورغ في فيينا

تم إنشاء مجموعات الخزانة الإمبراطورية من عام 1556 من قبل العالم جاكوبو سترادا، خبير الآثار في البلاط الملكي لفرديناند الأول. في القرن الثامن عشر، نقلت ماريا تيريزا كنوز هابسبورغ إلى موقعها الحالي، متسترًا على حقيقة أن أصول الأسرة الحاكمة قد تأثرت إلى حد كبير بالحروب الباهظة الثمن ضد بروسيا المتنافسة. وصلت الإمبراطورية الملكية في الأيام الأخيرة من الإمبراطورية الرومانية المقدسة حوالي عام 1800 من نورمبرغ، حيث تم الاحتفاظ بها منذ عام 1424، من أجل إنقاذهم من القوات الفرنسية المتقدمة تحت قيادة نابليون. بعد الضم النمساوي عام 1938، أعادتهم السلطات النازية إلى نورمبرغ. في نهاية الحرب العالمية الثانية، أعادتهم القوات الأمريكية إلى فيينا. تم تجديد العرض بالكامل في 1983-1987.
تنقسم الخزانة إلى قسمين - علماني وكنسي. يحتوي المتحف العلماني على مجموعة من القطع الملكية:
- الإمبراطورية الملكية (Reichskleinodien): شارات ومجوهرات الإمبراطورية الرومانية المقدسة، بما في ذلك التاج الإمبراطوري والصولجان الإمبراطوري والسيف الإمبراطوري؛
- جواهر التاج النمساوي، التي تتألف من التاج الشخصي للإمبراطور رودولف الثاني، والتي أصبحت مع إعلان الإمبراطورية النمساوية في عام 1804 التاج الإمبراطوري للنمسا، مع صولجان وجلوبس كروسيجر، وهو الشعار الذي ارتداه إمبراطور النمسا فرديناند الأول بمناسبة عيد ميلاده. تتويجه كملك لومباردي فينيسيا في عام 1835، بالإضافة إلى الملابس والأشياء الثمينة الأخرى من وسام القديس ستيفن الهنغاري ووسام ماريا تيريزا العسكري؛
- الشعارات الخاصة بأرشيدوقية النمسا مع الغلاف الخيطي للقبعة الأرشيدوقية المصنوعة لتتويج الملك جوزيف الثاني في عام 1764؛
- الخزانة البورغندية، وهي جزء من مهر ماري الغنية في حفل زفافها مع الأرشيدوق ماكسيميليان الأول عام 1477.
- الشارة الأصلية لمملكة بوهيميا، الصولجان والجرم السماوي.
- خزانة وسام الصوف الذهبي من تراث والد ماري دوق تشارلز ذا بولد.

على الشاشة العديد من الأحجار الكريمة، بما في ذلك واحدة من أكبر أحجار الزمرد في العالم. جزء من الخزانة هو أيضًا تاج أمير ترانسيلفانيا ستيفن بوكسكاي و "الإرثان غير القابل للتصرف من بيت النمسا": سن نرجس عملاق كان يُعتقد أنه قرن وحيد القرن (آينكورن) ووعاء العقيق من أواخر العصور القديمة التي كان يُعتقد أنها الكأس المقدسة الأسطورية؛ علاوة على ذلك، آثار نابليونيكا لنابليون الثاني ووالدته ماري لويز.

## المجموعة الكنسية
تحتوي المجموعة الكنسية على العديد من الصور والمذابح التعبدية، ومعظمها من عصر الباروك.

## عرض القضية الثالث عشر

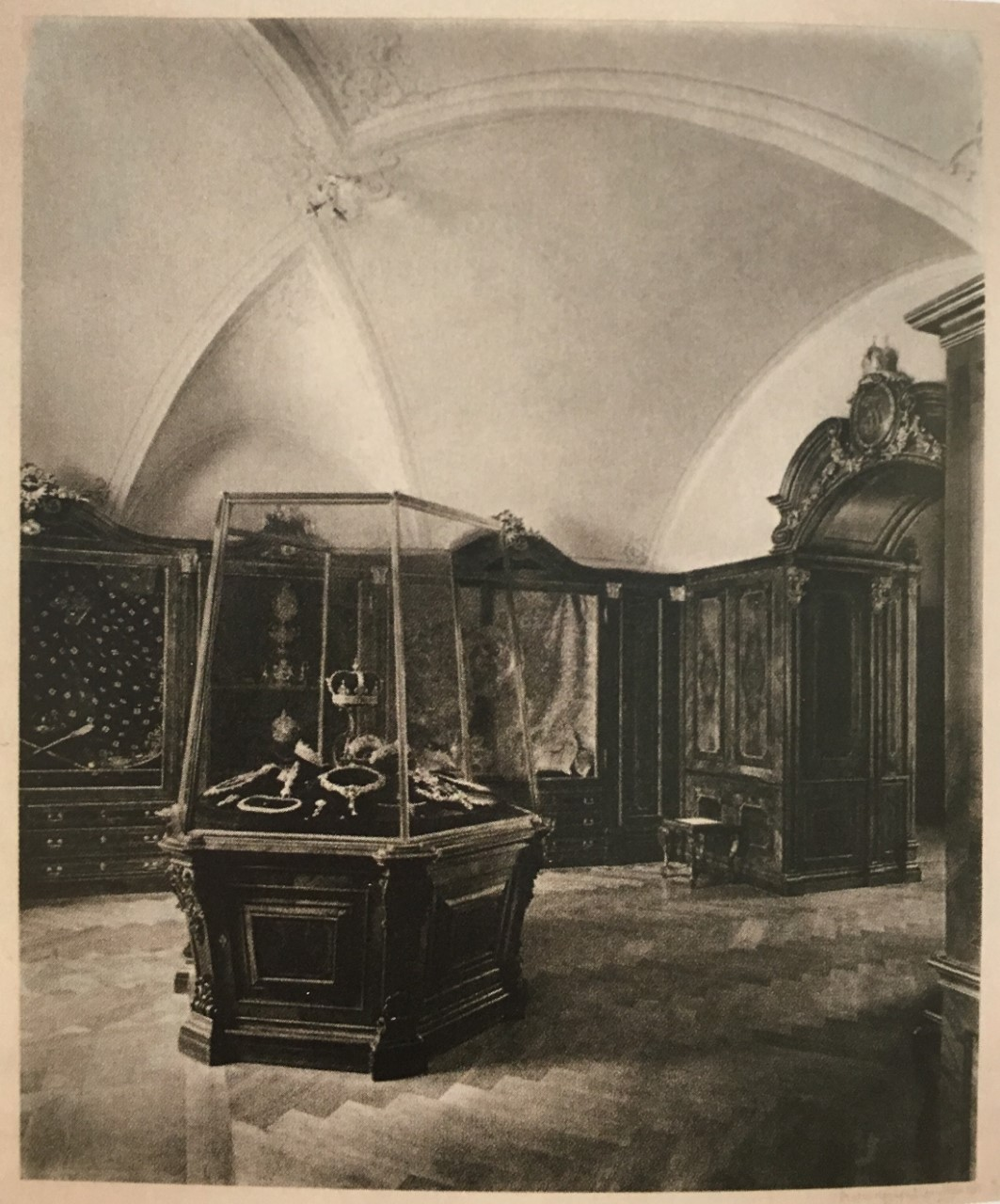
الخزانة الإمبراطورية مع صندوق العرض الثالث عشر مع جواهر التاج التي فقدت منذ عام 1918

في 30 أكتوبر 1918، أعلنت الجمعية الوطنية المؤقتة الجمهورية. نتيجة لذلك، في 1 نوفمبر، بأمر شفهي من الإمبراطور تشارلز الأول، كان من المقرر إزالة المجوهرات من الخزانة ونقلها إلى سويسرا. قام مدير مكتب المحكمة (Hofamtsdirektor) فيلهلم فون فيكبيكر، الذي كان مسؤولاً عن الخزائن، وأمين الخزانة Ulreich بتسليم اللورد تشامبرلين (Oberstkämmerer) الكونت ليوبولد بيرشتولد ليس فقط مجوهرات الإمبراطورة زيتا الخاصة، ولكن أيضًا مجوهرات عائلة هابسبورغ-لورين من حالات العرض ال12 و ال13 (Vitrine ال13) من الخزانة العلمانية. معبأة في حقيبتين، نقل الكونت بيرشتولد الجواهر، بعضها في حالات، بعضها ملفوف فقط في الورق، إلى الخارج بالقطار في نفس الليلة.
تسرد الوثائق 14 قطعة ثمينة من الممتلكات الخاصة للإمبراطورة زيتا و 39 قطعة تنتمي إلى كنز هابسبورغ-لورين التاريخي، مثل الطلبات والتيجان واللؤلؤ والماس. من بين هذه الأخيرة، المعروفة أيضًا باسم "جواهر التاج"، " الماس فلورنتين " المشهور عالميًا، وهو عيار 133 قيراطًا لامعًا من امتلاك فرانز ستيفان من لورين، مجموعات الزمرد والياقوت الشهيرة التي يمكن إرجاعها إلى ماريا تيريزا وماري أنطوانيت والإمبراطورة إليزابيث وتاج الإمبراطورة إليزابيث.
تم اتباع العديد من التقارير والحجج حول شرعية الإزالة وكذلك مناقشة حول مسألة الملكية، على الأقل جواهر التاج، في السنوات القليلة المقبلة. استندت حجة الحكومة الجديدة إلى الحظر في زمن الحرب على تصدير المجوهرات، وقانون هابسبورغ وإضفاء الشرعية على الملكية الخاصة لآل هابسبورغ بموجب معاهدة سان جيرمان للسلام. تخلت الدولة عن طلب التعويض في عام 1921. 
ظهر النقاش حول مجوهرات التاج مرة أخرى في الستينيات في سياق "أزمة هابسبورغ" بمناسبة عودة وريث العرش أوتو فون هابسبورغ إلى النمسا. حتى يومنا هذا، تتم مناقشة الظروف المحيطة بجواهر التاج في المنشورات. توجد عدة إصدارات من مصير الجواهر.
تم تحديد حالة العرض الأصلية الثالثة عشر مؤخرًا مرة أخرى في مجموعة الأثاث الإمبراطوري، وكذلك الحالات الفارغة التي تركت في الخزانة.   

## روابط خارجية
- Kaiserliche Schatzkammer فيينا
- متحف الخزانة الإمبراطورية
- مكتب السياحة في فيينا
- الخزانة الإمبراطورية فيينا
- زيارة فيينا